# 順天堂大学医学部附属練馬病院
順天堂大学医学部附属練馬病院（じゅんてんどうだいがくいがくぶふぞくねりまびょういん）は、東京都練馬区高野台3-1-10にある医療機関。学校法人順天堂が運営する病院である。

## 沿革
練馬区は23特別区の中では5番目に広く、人口は第2位だが、人口10万人あたりの一般・療養病床数は23区内で最低である状態が長く続いている(平成26年で281床:区平均781床)。昭和61年11月に練馬区医師会立光が丘総合病院（その後日本大学医学部付属練馬光が丘病院を経て、現在の公益社団法人地域医療振興協会練馬光が丘病院)が開設されたが、それでも病床数の不足は解消しなかった。平成10年度の東京都保健医療計画で区西北部二次保健医療圏における増床が可能となり、区の招致を受けた学校法人順天堂が2005年に開院した。しかしそれでも病床数不足は緩和されておらず、増築による外来棟開設(2020年1月)が行われ、既存棟の改造により90床増床された。
2023年3月20日に救命救急センターの指定を受ける。

## 診療科
- 総合診療・性差科
- 循環器内科
- 消化器内科
- 呼吸器内科
- 腎・高血圧内科
- 膠原病・リウマチ内科
- 血液内科
- 糖尿病・内分泌内科
- 脳神経内科
- 脳神経・脳卒中センター
- メンタルクリニック
- 小児科
- 新生児科
- 小児外科
- 産科・婦人科
- 総合外科・消化器外科
- 呼吸器外科
- 心臓血管外科
- 乳腺外科
- 脳神経外科
- 整形外科・スポーツ診療科
- 小児・AYA世代ボーンヘルスケアセンター
- 形成外科
- 歯科
- 皮膚・アレルギー科
- 泌尿器科
- 眼科
- 耳鼻咽喉・頭頸科
- リハビリテーション科
- 放射線科
- 放射線画像診断センター
- 麻酔科・ペインクリニック
- 救急・集中治療科（救命救急センター）
- 病理診断科
- 臨床検査科
- がん治療センター
- 内視鏡センター
- 人工腎臓センター

診療支援部門
- 栄養科
- GCPセンター
- 感染対策室
- 薬剤科
- 医療安全管理室
- 医療サービス支援センター
- 地域医療連携室
- 医療福祉相談室
- 入退院支援室
- 地域看護相談室
- 入院支援センター

## 施設指定等
- 保険医療機関
- 救急告示医療機関
- 休日・全夜間診療事業実施医療機関（内科系、小児科、外科系）
- 労災保険指定医療機関
- 指定自立支援医療機関（更生医療・育成医療・精神通院医療）
- 身体障害者福祉法指定医の配置されている医療機関
- 精神保健指定医の配置されている医療機関
- 生活保護法指定医療機関
- 結核指定医療機関
- 原子爆弾被害者一般疾病医療取扱医療機関
- 母体保護法指定医の配置されている医療機関
- 災害拠点病院
- 臨床研修指定病院
- 特定疾患治療研究事業委託医療機関
- DPC対象病院
- 小児慢性特定疾患治療研究事業委託医療機関
- 東京都認定がん診療病院
- 東京都地域医療支援病院
- エイズ治療拠点病院
- 東京都感染症診療協力医療機関
- 地域周産期母子医療センター
- 救命救急センター

## 費用負担
- 初診時に診療情報提供書（紹介状）がない場合、初診時選定療養費として7000円(＋消費税)が請求される。
- 他医療機関へ紹介した患者が、診療情報提供書無しに再度受診した場合、再診時選定療養費として3000円(＋消費税)が請求される。

## 交通アクセス
病院公式サイト・アクセス も参照
- 西武池袋線「練馬高野台駅」より徒歩3分
- 練馬区コミュニティバスみどりバス「順天堂練馬病院」下車

## 院内附属施設
- 売店 ナチュラルローソン 順天堂大学練馬病院 （1階）
- ATM （1階ナチュラルローソン内）
- タリーズコーヒー順天堂大学練馬病院店（1階エスカレーター下）
- レストラン&カフェ モア（2階）

## 通院患者用サービス
- 富士通 HOPE LifeMark-コンシェルジュ(スマートフォンを用いた受付サービス)
  - 富士通 Hope LifeMark-コンシェルジュ らくらく会計(後払いシステム)
- エムイーエックス 医療費あと払いサービス
- ライフカード エクスプレス会計(後払いシステム)